# Check
 Denne artikel bør gennemlæses af en person med fagkendskab for at sikre den faglige korrekthed.

En check er en skriftlig ubetinget anvisning til en bank ("trassatbanken") om at udbetale en angiven sum penge til en person. Beløbet som udbetales trækkes på udstederens ("trassentens") konto eller kreditter i trassatbanken.
Checks blev indført i år 1857. Checks var meget udbredt i erhvervsliv og i husholdingerne op til midten af 1990'erne. Udvikling af mulighederne for elektroniske pengeoverførsler har imidlertid betydet, at brugen af checks i dag er marginal. I Danmark har det siden 1. januar 2017 alene været muligt at hæve en check i det udstedende pengeinstitut (trassatbanken), hvilket i realiteten indebærer at checksystemet i Danmark er afviklet.

## Historisk
Brugen af check fremkom navnlig, hvor det var skik, at de handlende ikke opbevarede deres kassebeholdninger, men deponerede dem hos banker, bankierer eller andre, der særlig gav sig af med pengeforretninger, for at disponere over dem, efterhånden som de skulle yde betalinger. Som ældre former kan således fremhæves de hollandske kassierbriefjes, anvisninger, som hollandske købmænd allerede i det 16. århundrede udstedte på de såkaldte kassiers, hos hvilke de deponerede deres penge, og dernæst også anvisninger udstedte på de gamle girobanker i Italien og andre lande. I nyere tid var brugen af check almindelig overalt indtil ca. midten af 1990'erne, ikke blot inden for handelsstanden, men også i stort omfang af private. Brugen deraf var særlig blevet fremhjulpet ved udviklingen af clearinghouses, i hvilke de forskellige bankhuse gensidig udvekslede de fordringer, som de i dagens løb fik på hverandre, fordringer, som i særlig grad opstod derved, at checks, udstedte på én bank, indleveredes i en anden.